# Schizomeria ovata
Schizomeria ovata är en tvåhjärtbladig växtart som beskrevs av David Don. Schizomeria ovata ingår i släktet Schizomeria och familjen Cunoniaceae. Inga underarter finns listade i Catalogue of Life.